# اسبدو (کالیفرنیا)
اسبدو، کالیفرنیا (به انگلیسی: Acebedo, California) در ایالات متحده آمریکا است که در کالیفرنیا قرار دارد.

## خصوصیات
اسبدو ۴۸۶ متر بالاتر از سطح دریا قرار دارد.